# (9272) Liseleje
(9272) Liseleje est un astéroïde de la ceinture principale.

## Description
(9272) Liseleje est un astéroïde de la ceinture principale. Il fut découvert le 19 mai 1979 à La Silla par Richard M. West. Il présente une orbite caractérisée par un demi-grand axe de 2,68 UA, une excentricité de 0,12 et une inclinaison de 5,2° par rapport à l'écliptique.

## Compléments